# FUS de Rabat (basket-ball)
Maillots
La section basket-ball est l'une des nombreuses sections du club marocain omnisports du FUS de Rabat.

## Présidents successifs
- 1995 - 2007 : Abdelali Zerouali
- 2007 - 2011 : Saâd Mouline
- 2011 - 2020 : Said El Yamani
- 2020 - 2023: Mehdi El Maadani
- depuis 2023 : Mehdi ZAARI

## Palmarès
- Championnat du Maroc (20):
  - Champion : 1968, 1970, 1971, 1972, 1973, 1978, 1979, 1980, 1981, 1984, 1988, 1990, 1992, 1994, 1999, 2001, 2004, 2023, 2024, 2025

- Coupe du Trône (11): 
  - Vainqueur : 1972, 1977, 1978, 1981, 1982, 1985, 1991, 2002, 2004, 2021, 2025
  - Finaliste : 1957, 1967, 1970, 1971, 1973, 1984, 1990, 2022, 2023

- Championnat maghrébin des clubs (1):
  - Vainqueur : 1968
  - Finaliste : 1971

- Conférence du Kalahari (1):
  - Vainqueur : 2024

## Joueurs célèbres ou marquants
- Ayoub RICOUCH
- Driss elhouari
- Benjama Abdelhafid
- Younes Benadada
- Nadim Soufiane
- Mohammed Mouak
- Marouane El Moutalibi
- Toufik Ait-lhaj
- Mokhtar Benamar
- Adil El Makssoud
- Hicham Alaoui
- Reda Ali Harras
- Khalil El Yamani
- Said El Yamani
- Abdelfatah El Yamani
- Laghrissi Abderraouf
- Jihad Hassani
- Raji Senhaji Otmane
- Ismail El Kadmiri
- Mounir Seghrouchni
- Nourredine Cherradi

- Abdelfettah El Hasnaoui

- Abdelhanine El Oufir
- Abdeldjabar Belgnaoui
- Abdelmounim Elbrouzi
- Aniss Bennani

+Abdelouahed ZOUHARI.
+((Boubekraoui ((Jamal))
+ Mustapha Khalfi
+ Abdelhakim ZOUITA